# Alys Williams
Alys Nicole Williams (* 28. Mai 1994 in Fountain Valley, Kalifornien) ist eine ehemalige Wasserballspielerin aus den Vereinigten Staaten. Sie gewann einen Titel bei Olympischen Spielen, drei Titel bei Weltmeisterschaften sowie einen Titel bei Panamerikanischen Spielen.

## Sportliche Karriere
2013 gewann Alys Williams den Titel bei der Juniorinnen-Weltmeisterschaft. Sie studierte an der University of California, Los Angeles und gewann 2014, 2015 und 2017 mit dem Sportteam ihrer Universität die Wasserball-Mieisterschaft der National Collegiate Athletic Association. 2017 siegte sie mit der Studentinnen-Auswahl bei der Universiade in Taipeh. In der Saison 2017/18 spielte sie als Profi in Barcelona beim Club Natació Sant Andreu.
2014 debütierte Williams in der Nationalmannschaft. Bei der Weltmeisterschaft 2015 in Kasan bezwang das US-Team im Viertelfinale die Spanierinnen, im Halbfinale die Australierinnen und im Endspiel die Niederländerinnen.
Nachdem Williams 2016 nicht ins Olympiateam berufen worden war, kehrte sie 2017 ins Nationalteam zurück. Bei der Weltmeisterschaft 2017 in Budapest besiegte das US-Team im Viertelfinale die Australierinnen, im Halbfinale die Russinnen und im Finale die Spanierinnen. Zwei Jahre später bei der Weltmeisterschaft 2019 in Gwangju gewann die Mannschaft aus den Vereinigten Staaten im Viertelfinale die Griechinnen und im Halbfinale die Australierinnen, wobei Williams im Halbfinale zwei Tore warf. Im Endspiel gegen die Spanierinnen siegten die US-Frauen mit 11:6. Einen Monat später erspielte die US-Mannschaft den Titel bei den Panamerikanischen Spielen in Lima, wobei sie im Finale mit 24:4 gegen die Kanadierinnen gewann.
Bei den 2021 ausgetragenen Olympischen Spielen in Tokio schlugen die Spielerinnen aus den Vereinigten Staaten die Kanadierinnen im Viertelfinale und die Russinnen im Halbfinale. Dann trafen die Mannschaften aus den Vereinigten Staaten und aus Spanien wieder im Finale aufeinander, die Amerikanerinnen siegten mit 14:5. Williams warf im Finale zwei Tore. Nach dem Gewinn der olympischen Goldmedaille beendete Williams ihre internationale Laufbahn.